# Martín Alund
Martín Alund (maɾˈtin aˈlun; suec: Ålund; 26 de desembre de 1985) és un extennista argentí d'ascendència sueca. Va arribar a les semifinals del Brasil Open de 2013; va guanyar set títols ATP Challenger en dobles; i el seu lloc més alt al rànquing mundial individual va ser el núm.84, aconseguit el 2013.